# María Alba
María Alba, nome d'arte di María Casajuana Martínez (Barcellona, 19 marzo 1910 – San Diego, 26 ottobre 1996), è stata un'attrice spagnola.

## Biografia
Nata nel 1910 (secondo altre fonti, nel 1905), lavorava come telefonista a Barcellona quando nel 1927 partecipò a un concorso di bellezza organizzato dalla casa di produzione Fox. Emigrata negli Stati Uniti, cominciò la sua carriera cinematografica in Road House (1928) con Lionel Barrymore, e recitando in film di avventura tipiche parti di una giovane e appassionata donna latina. Dopo La morena de mi copla, film messicano del 1946, lasciò il cinema.

## Filmografia
- Her Blue, Black Eyes, regia di Eugene Forde - cortometraggio (1927)
- Capitan Barbablù (A Girl in Every Port), regia di Howard Hawks (1928)
- Road House, regia di Richard Rosson (1928)
- Blindfold, regia di Charles Klein (1928)
- Joy Street, regia di Raymond Cannon (1929)
- Gli eroi del deserto (Hell's Heroes), regia di William Wyler (1929)
- Charros, gauchos y manolas, regia di Xavier Cugat (1930)
- El cuerpo del delito, regia di Cyril Gardner e A. Washington Pezet (1930)
- La fuerza del querer, regia di Ralph Ince (1930)
- Olimpia, regia di Chester M. Franklin e Juan de Homs (1930)
- Los que danzan, regia di Alfredo del Diestro e William C. McGann (1930)
- El código penal, regia di Phil Rosen e Julio Villarreal (1931)
- Goldie, regia di Benjamin Stoloff (1931)
- Il signor Robinson Crusoe (1932)
- Kiss of Araby (1933)
- Flirting with Danger, regia di Vin Moore (1934)
- West of the Pecos (1934)
- The Return of Chandu (1934)
- La morena de mi copla (1946)